# Proceedings of the National Academy of Sciences of the United States of America
Proceedings of the National Academy of Sciences of the United States of America, obično zvan PNAS, je zvanični časopis United States National Academy of Sciences (NAS). PNAS je važan naučni časopis čije prvo izdanje je objavljeno 1915. i koji je od tada nastavio da objavljuje visoko citirane naučne izveštaje, komentare, preglede, perspektive, članke, profile, pisma editoru, i akcije Akademije. PNAS ima veoma široko pokriće koje obuhvata biološke, fizičke i društvene nauke. Mada je veoma veliki broj objavljenih članaka u ovom časopisu iz oblasti biomedicinskih nauka, PNAS regrutuje članke i objavljuje specijalne izveštaje iz oblasti fizičkih i društvenih nauka, kao i matematike. PNAS izlazi nedeljno u štampanom obliku, i dnevno onlajn kao PNAS Early Edition.

## Spoljašnje veze
- Званични веб-сајт